# Berliner Vorstadt
Berliner Vorstadt (letteralmente "sobborgo di Berlino") è un quartiere della città tedesca di Potsdam.
Situato a sud-est della città, è noto per la sua posizione vicina al centro storico di Potsdam, nonché per la sua architettura e la sua storia.
La zona è stata originariamente costruita come sobborgo per i lavoratori che lavoravano nelle fabbriche e nei cantieri navali nei pressi del fiume Havel. A partire dalla metà del XIX secolo, la zona è stata gradualmente urbanizzata e oggi è composta principalmente da edifici in mattoni a due o tre piani, costruiti in stile neogotico e neoregionalista.
Tra gli edifici storici vi sono la chiesa di San Nicola e la chiesa di San Giovanni. La chiesa di San Nicola, costruita nel 1894, è un esempio di architettura neogotica e presenta una torre campanaria in mattoni rossi e una facciata in stile neogotico. La chiesa di San Giovanni, costruita nel 1906, è un esempio di architettura neoregionalista e presenta una facciata in stile, con una torre campanaria in mattoni rossi.